# Cyptonychia thoracica
Cyptonychia thoracica är en fjärilsart som beskrevs av H. Edwards 1884. Cyptonychia thoracica ingår i släktet Cyptonychia och familjen nattflyn. Inga underarter finns listade i Catalogue of Life.